# مری کاستا
مری کاستا (انگلیسی: Mary Costa؛ زادهٔ ۵ آوریل ۱۹۳۰) بازیگر و خواننده بازنشستهٔ ایتالیایی‌تبار اهل ایالات متحده آمریکا است. مشهورترین نقش او صداپیشگی شخصیت «پرنسس آورورا (دیزنی)» در انیمیشن کلاسیک دیزنی زیبای خفته (محصول ۱۹۵۹) است. او آخرین صداپیشه بازمانده از میان سه پرنسس دیزنی است که در دوران زندگی والت دیزنی خلق شده‌اند و در سال ۱۹۹۹ لقب «اسطوره دیزنی» را دریافت کرد. همچنین در سال ۲۰۲۰ نشان ملی هنر ایالات متحده آمریکا را به او اهدا کردند.
از فیلم‌ها یا مجموعه‌های تلویزیونی که وی در آن‌ها نقش داشته‌است، می‌توان به زیبای خفته اشاره نمود.